# Troilo I. de’ Rossi

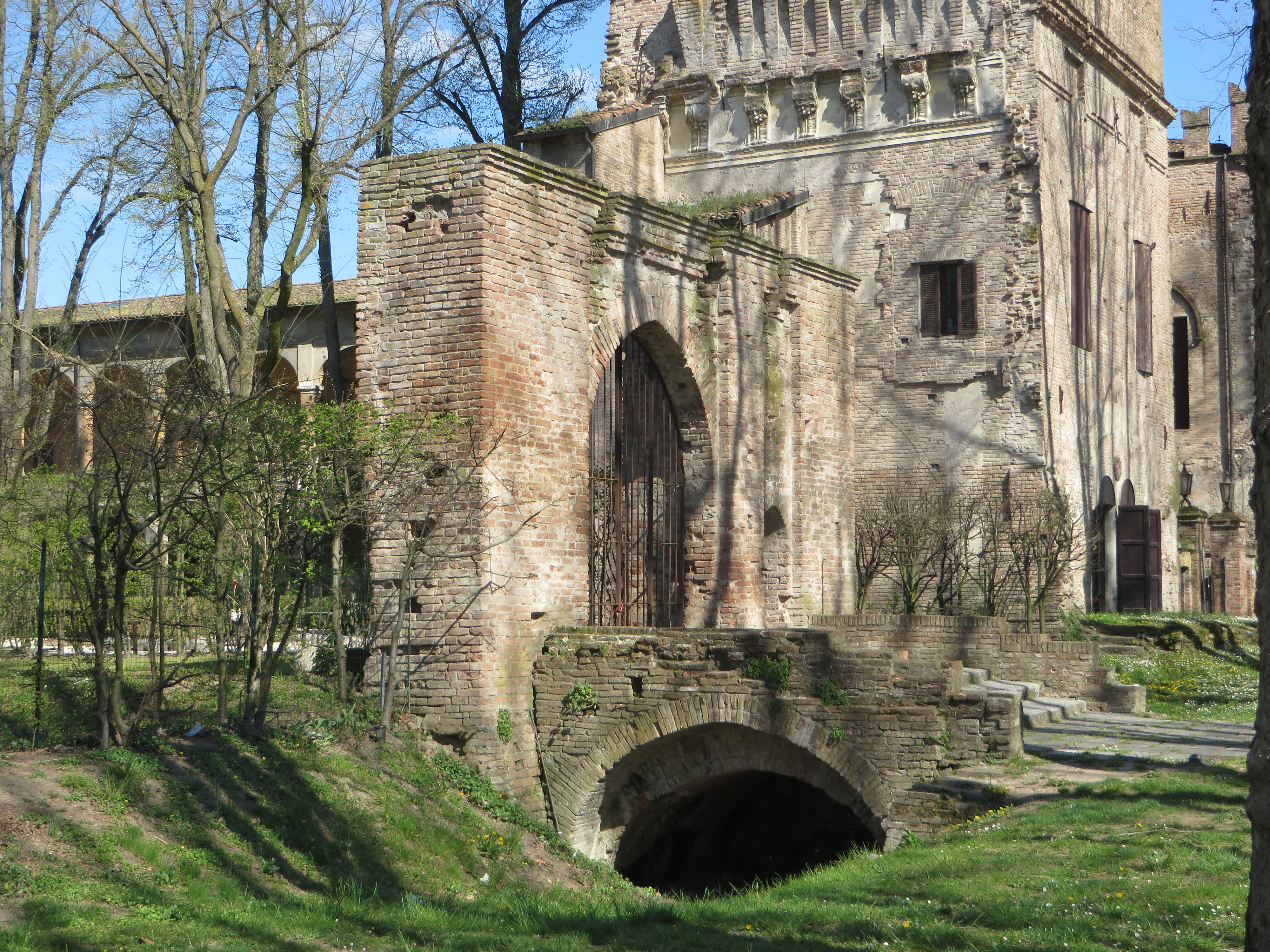
Rocca dei Rossi in San Secondo Parmense, die Troilo I. wiederaufbauen ließ.

Troilo I. de’ Rossi (* um 1462 in San Secondo; † erste Dekade des Juni 1521 ebenda) war ein italienischer Condottiere und Adliger, sowie 1. Markgraf von San Secondo.

## Biografie
Der Sohn von Giovanni de’ Rossi („dem Enterbten“) und von Angela Scotti wurde um 1462 geboren. Er begab sich in die Dienste der Franzosen und im Jahre 1500 folgte er dem König Ludwig XII. bei der Eroberung des Herzogtums Mailand. Bei dieser Gelegenheit wurde er in viele Lehen und Burgen wieder eingesetzt, die Ludovico Sforza seinem Großvater abgenommen hatte und die in den Händen der Sforzas gelandet waren. Am 15. August 1502, als es ihm möglich war, alle Besitzungen, die der Familie zu Zeiten von Pier Maria II. de’ Rossi gehörten, wieder zu besetzen, erhob ihn der König von Frankreich als Belohnung zum „Markgrafen von San Secondo“. 1505 ernannte ihn König Ludwig XII. auch noch zum Senator von Mailand und erlaubte ihm, das Erbe, das sein Onkel Bertrando de’ Rossi 1502 hinterlassen hatte, bei einer Zahlung von 8000 Fiorini, verbunden mit dem Versprechen, seinen Vetter Filippo Maria de’ Rossi, den schärfsten Rivalen von Troilo I. als Sohn des Erben, der als Nachfolger von Pier Maria II. vorgesehen war, niemals zu rehabilitieren, in Besitz zu nehmen.
1503 heiratete Troilo I. die Gräfin Bianca Riario, die Tochter von Girolamo Riario, dem Herrn von Forlì und Imola, Schwägerin von Giovanni dalle Bande Nere, dem Neffen von Papst Sixtus IV., und Base von Papst Julius II. Diese Ehe gestattete es ihm somit, beim großen politischen Spiel der damaligen Zeit in Italien mitzumischen.
In San Secondo ließ er die Rocca dei Rossi restaurieren, indem er die Bastionen und die Türme wiederaufbauen ließ, die während des Krieges im den Sforzas abgerissen worden waren, um den Umfang der Verteidigungsanlage zu vergrößern.
Troilo I. starb im Juni 1521 in San Secondo, wobei der die Markgrafschaft in einem Zustand der Schwäche seinen noch minderjährigen Erben hinterließ. Von dieser Situation versuchten die Rossis von Corniglio unter der Leitung von Filippo Maria und des Bischofs von Treviso, den Nachkommen von Guido de’ Rossi, dem von Pier Maria II. als Nachfolger ausgewählten Sohn, profitierten.

## Verwandte

Wappen der Rossis von Parma.

1503 heiratete Troilo I. Bianca Riario und hatte mit ihr neun Kinder:
- Costanza (1503–?), heiratete Girolamo degli Albizzi aus Florenz;
- Pier Maria III. (1504–1547), zweiter Markgraf von San Secondo und Gatte von Camilla Gonzaga, der Tochter von Giovanni Gonzaga, dem Herrn von Vescovato;
- Giovan Girolamo (1505–1564), Bischof von Pavia;
- Angela (1506–1573), heiratete Vitello Vitelli'und später Alessandro Vitelli;
- Bertrando (1508–1527), diente in der Armee von Kaiser Karl V.;
- Alessandro (1512–?), taubstumm, Soldat;
- Ettore (1515–1555), apostolischer Protonotar;
- Camilla (1516–1543), Gattin von Girolamo Pallavicino, dem Markgrafen von Cortemaggiore. War die Geliebte von Giovanni dalle Bande Nere;[5]
- Giulio Cesare (1519–1554), heiratete Maddalena Sanseverino (?–1551), Gräfin von Cajazzo und Colorno, Tochter von Roberto Ambrogio Sanseverino, Graf von Cajazzo.